# Třída Ham
Třída Ham byla třída pobřežních minolovek Britského královského námořnictva, stavěných pro likvidaci min v řekách a v přístavech. Postaveno jich bylo celkem 93 kusů. Během služby se ukázalo, že jsou příliš malé pro nesení moderního minolovného vybavení, takže byly poměrně rychle převedeny do pomocných rolí (podpora potápěčů, demagnetizace apod.), popř. exportovány.

## Stavba

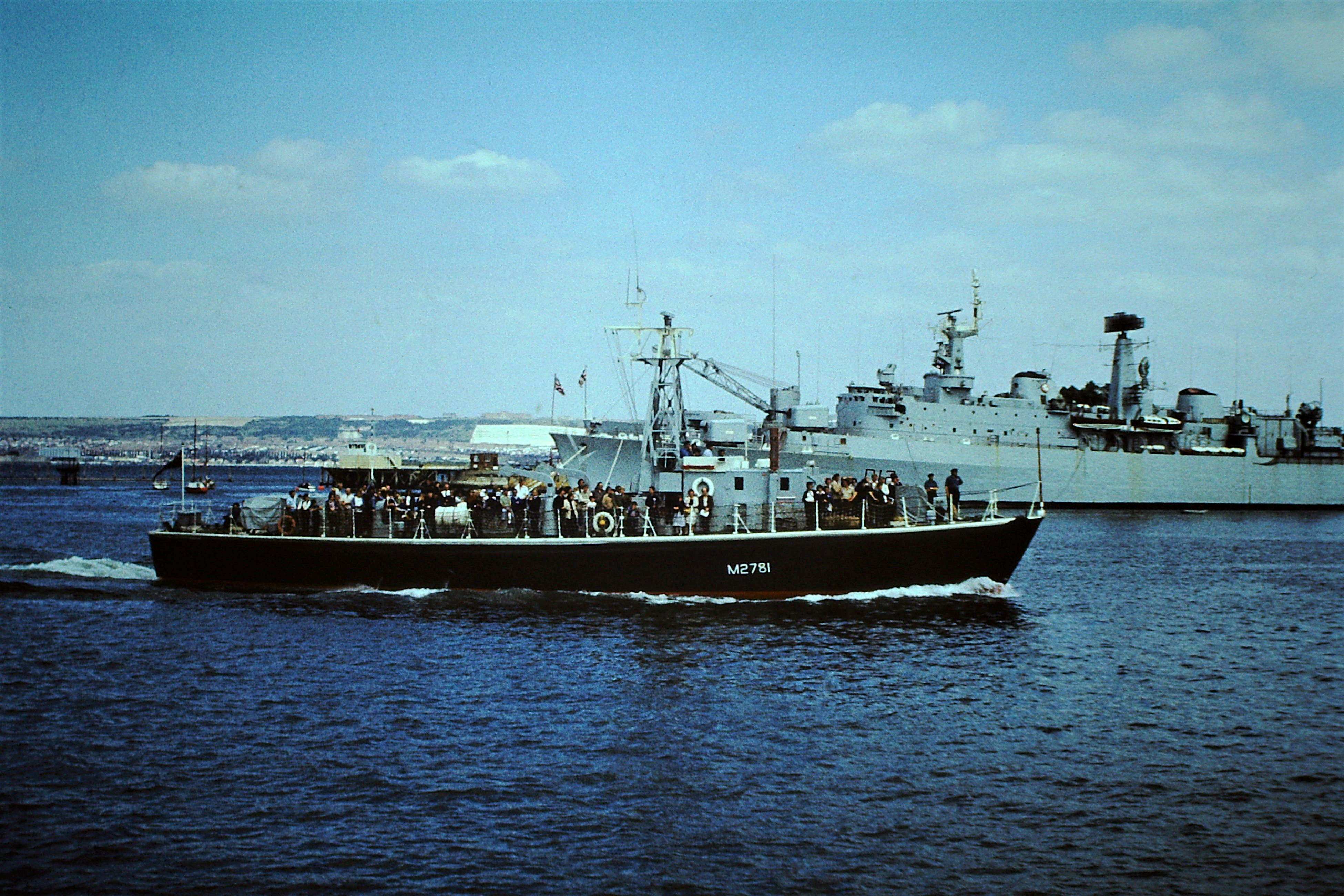
HMS Portisham

Plavidla navrhla loděnice J. Samuel White v Cowesu. Původně měla nést jména ptáků. V letech 1950–1955 bylo objednáno 93 jednotek této třídy (M2601–M2693). Na vodu byly spuštěny v letech 1954–1959. Plavidla se dělila do tří skupin. Na prvních 37 jednotek základního modelu navázalo 39 jednotek druhé skupiny s širším trupem a mírně větším ponorem. Třetí skupinu tvořilo 17 minolovek, které měly celodřevěný trup.

## Konstrukce

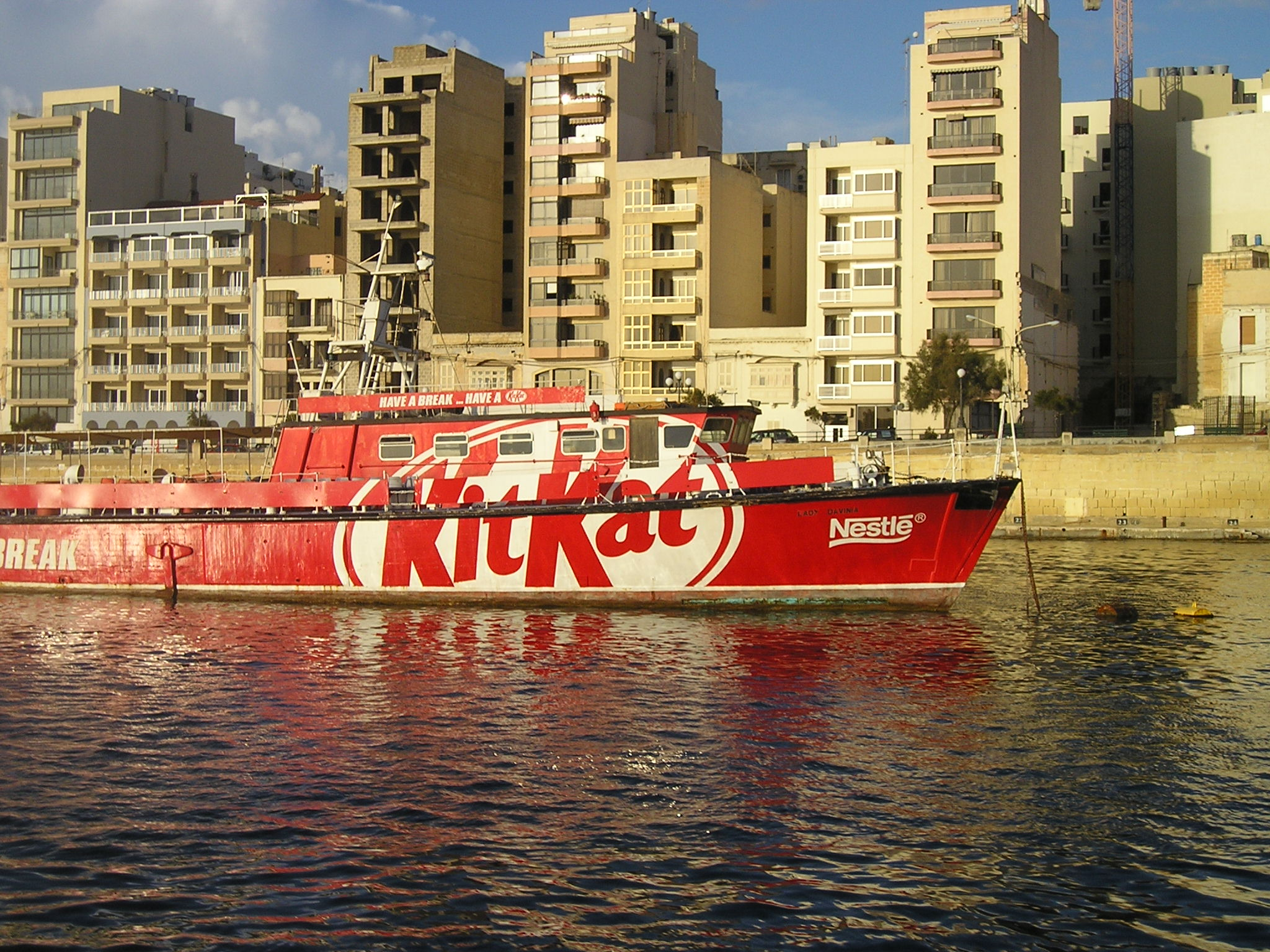
Lady Davina (ex HMS Greetham) na Maltě

Trup pavidel byl postaven ze dřeva a slitin hliníku, což zmenšilo jejich magnetickou stopu. Elektroniku představoval radar typu 978. Obrannou výzbroj tvořil jeden 20mm kanón Oerlikon či 40mm kanón Bofors. Pohonný systém tvořily dva dieselové dvanáctiválce Davey Paxman o výkonu 1100 hp. Nejvyšší rychlost dosahovala 14 uzlů. Dosah byl 2350 námořních mil při rychlosti 9 uzlů.

## Zahraniční uživatelé
Austrálie
- Australské královské námořnictvo v letech 1965–1966 získalo tři jednotky této třídy.[1]

 Francie
- Francouzské námořnictvo v letech 1954–1955 získalo 15 jednotek této třídy.[1]

 Ghana
- Ghanské námořnictvo roku 1959 získalo jednu minolovku této třídy.[1]

 Indie
- Indické námořnictvo roku 1955 získalo dvě jednotky této třídy.[1]

 Libye
- Libyjské námořnictvo roku 1962 získalo dvě jednotky této třídy.[1]

 Malajsie
- Malajské královské námořnictvo v letech 1958–1959 získalo sedm jednotek této třídy.[1]